# Nokia 2126i
Il Nokia 2126i è un telefono cellulare prodotto dall'azienda finlandese Nokia.

## Caratteristiche
- Dimensioni: 102.4 x 42.2 x 21.5 mm
- Massa: 85  g
- Risoluzione display: 96 x 65 pixel a 65.536 colori
- Durata batteria in conversazione: 3 ore e 20 minuti
- Durata batteria in standby: 192 ore (8 giorni)
- Bluetooth